# Empe Ara
Empe Ara is een bestuurslaag in het regentschap Aceh Besar van de provincie Atjeh, Indonesië. Empe Ara telt 201 inwoners (volkstelling 2010).